# 菅野朋子
菅野 朋子（かんの ともこ、1963年（昭和38年） - ）はフリーランスのノンフィクション作家。中央大学文学部を卒業し、出版社に勤務した。カールトン大学で韓国語を学び、延世大学校付属語学堂に語学留学した。『週刊文春』の記者となり、現職。ソウル在住。

## 著作

### 単著
- 『好きになってはいけない国 韓国J-pop世代が見た日本』文藝春秋、2000年9月30日。ISBN 4-16-356490-X。
  - 『好きになってはいけない国。韓国発！日本へのまなざし』文藝春秋〈文春文庫〉、2005年3月10日。ISBN 4-16-767937-X。
- 『ソニーはなぜサムスンに抜かれたのか 「朝鮮日報」で読む日韓逆転』文藝春秋〈文春新書 792〉、2011年1月20日。ISBN 978-4-16-660792-1。
- 『韓国窃盗ビジネスを追え 狙われる日本の「国宝」』新潮社、2012年10月18日。ISBN 978-4-10-332961-9。

### 共著
- 申珉燮 共著『日本人の知らない韓流（はんりゅう）スターの真実』文藝春秋、2010年8月10日。ISBN 978-4-16-372910-7。 - タイトル：『日本人の知らない韓流スターの真実』。

### 翻訳
- フース・ヒディンク『ヒディンク自伝 韓国を変えた男』菅野朋子 訳、文藝春秋、2003年5月30日。ISBN 4-16-365090-3。 - 原タイトル：My way。
- 金賢植『わが教え子、金正日に告ぐ 脱北エリート教授が暴く北朝鮮』菅野朋子 訳、新潮社、2008年10月。ISBN 978-4-10-509031-9。